# Squacquerone di Romagna
Le squacquerone di Romagna est un fromage italien fabriqué dans au sud-est de l’Émilie-Romagne. Il s'agit d'un fromage frais à maturation rapide, au lait de vache pasteurisé et entier. Il bénéficie d'une appellation d'origine protégée depuis 2012.

## Description
Le squacquerone di Romagna est généralement vendu sous forme de galets dont le poids varie en 100 g et 2 kg. Cependant, sa consistance coulante fait qu'il prend facilement la forme de son contenant et n'a pas de forme propre. Le squacquerone di Romagna n'a ni croûte ni peau. Sa pâte est de couleur blanc nacrée, une texture collante et très crémeuse, et un goût doux, légèrement acidulé avec une note herbacée.
Sa teneur en matière grasse est autour de 50% de la matière sèche, un taux d'humidité autour 60% et un pH autour de 5.

## Fabrication
Le Squacquerone di Romagna ne peut être produit que dans les provinces de Ravenne, Forlì-Cesena, Rimni, Bologne et dans le Sud-Est de la province de Ferrare, en Émilie-Romagne. Les vaches doivent être élevées dans ces provinces et nourries avec au moins 60% de fourrage et fourrage ensilé provenant aussi de ces provinces.
Le lait, pasteurisé, est acidifié sous l'action d'une bactérie, le Streptococcus thermophilus, puis caillé à une température de 35°C à 40°C par ajout de présure de veau. Le caillé est ensuite découpé, moulé, salé puis affiné de 1 à 4 jours à une température de 6°C.

## Nom
Le nom squacquerone, d'origine Romagnole, provient de squacquerare (ou scvacvare) qui signifie couler, être liquide.
Le nom squacquerone seul n'est pas protégé, seul le nom complet squacquerone di Romagna bénéficie d'une appellation d'origine protégée (de la même façon que le nom camembert n'est pas protégé mais seul camembert de Normandie l'est). Il est donc possible de trouver du squacquerone, sans la précision di Romagna, qui ne bénéficie pas de l'AOP. Il n'est alors pas tenu de satisfaire le cahier des charges associé, et peut, par exemple, ne pas être produit en Émilie-Romagne.

## Utilisation
La texture crémeuse du squacquerone di Romagna en fait un fromage à tartiner populaire. Il fait partie des ingrédients typiques d'une piadina.